# Google Family Link
Google Family Link ist ein Elternkontrollservice von Google, der es Eltern erlaubt, Regeln zur Nutzung der Geräte der Kinder festzulegen. Mit der Anwendung können Eltern Inhalte einschränken, Apps genehmigen oder ablehnen, Bildschirmzeiten festlegen und vieles mehr. Google Family Link erfordert Google-Konten, um remote auf die App zuzugreifen.

## Geschichte
Der Dienst wurde im März 2017 veröffentlicht. Google kündigte auf der Google I/O im Jahr 2019 an, Family Link nativ in Android 10 aufzunehmen. Am 22. Mai 2018 war Family Link bereits in 38 Ländern verfügbar, darunter die Vereinigten Staaten, Australien und Japan. Im Jahr 2019 wurden der App die Funktionen zur Inhaltsbeschränkung, GPS-Ortung und „Schlafenszeit“-Telefonbeschränkung hinzugefügt.

## Features

Altes Family Link for Children & Teens Logo

Neue Family Link for Children & Teens Logo

Der Family Link-Dienst ist in zwei verschiedene Anwendungen aufgeteilt, Family Link für Eltern und Family Link für Kinder und Jugendliche. Die Family Link App für die Eltern erlaubt es Einstellungen vorzunehmen, die die Anzeige von Inhalten und die Nutzung des Geräts bei ihren Kindern regeln. Die App Family Link for Children & Teens erlaubt den Kindern und Jugendlichen die von den Eltern angewiesenen Parameter auf ihren Mobilgeräten.
Family Link-Funktionen umfassen z. B. das Einschränken verschiedener Inhalte wie Websites und Anwendungen wie Google Assistant, Google Drive, YouTube, Social-Media-Plattformen wie Facebook und Twitter, auch wenn diese vorinstalliert sind, das Verwalten von Bildschirmzeiten, das Auffinden des Telefons über GPS und das Herunterladen von Apps von Google Play.

## Rezeption
Andrew Williams von TechRadar zeigt in einem seiner Blog-Beiträge, dass der Family Link-Dienst „großartige Einblicke in die Nutzung ihrer Geräte durch die Kinder und möglicherweise auch über die Inhalte gibt, die sie auf ihnen sehen“.
Ashley Carmen von The Verge schrieb in einem ihrer Blog-Beiträge, dass sie „etwas vorsichtig damit ist, ein Google-Datenprofil eines kleinen Kindes zu erstellen“.

## Ähnliche Produkte
- Microsoft Family-Features